# Vitrococcus conchiformis
Vitrococcus conchiformis är en insektsart som först beskrevs av Robert Newstead 1910.  Vitrococcus conchiformis ingår i släktet Vitrococcus och familjen skålsköldlöss. Inga underarter finns listade i Catalogue of Life.